# Бове-2 (кантон)
Бове-2 (фр. Beauvais-2) — кантон во Франции, находится в регионе О-де-Франс, департамент Уаза. Входит в состав округа Бове.

## История
Кантон образован в результате реформы 2015 года , В его состав вошли упраздненный кантон Бове-Сюд-Уэст и отдельные коммуны упраздненных кантонов Ле-Кудре-Сен-Жерме и Онёй.
С 1 января 2017 года коммуна Трусюр вошла в состав коммуны Онёй.

## Состав кантона с 1 января 2017 года
В состав кантона входят коммуны (население по данным Национального института статистики Архивная копия от 7 ноября 2021 на Wayback Machine за 2018 г.):
- Аллон (1 596 чел.)
- Бернёй-ан-Бре (782 чел.)
- Бове (21 116 чел.) (южные кварталы)
- Варлюи (1 173 чел.)
- Виллер-Сен-Бартелеми (472 чел.)
- Гуэнкур (1 467 чел.)
- Ла-Усуа (610 чел.)
- Лабос (443 чел.)
- Лаланд-ан-Сон (640 чел.)
- Лаландель (490 чел.)
- Лашапель-о-По (1 668 чел.)
- Ле-Вомен (388 чел.)
- Ле-Вору (502 чел.)
- О-Маре (860 чел.)
- Онёй (2 864 чел.)
- Отёй (544 чел.)
- Онс-ан-Бре (1 398 чел.)
- Поршё (627 чел.)
- Ренвиллер (927 чел.)
- Сен-Леже-ан-Бре (348 чел.)
- Сен-Мартен-ле-Нё (1 039 чел.)
- Сен-Поль (1 562 чел.)
- Сент-Обен-ан-Бре (1 153 чел.)
- Серифонтен (2 742 чел.)
- Флавакур (662 чел.)
- Фрокур (519 чел.)

## Политика
На президентских выборах 2022 г. жители кантона отдали в 1-м туре Марин Ле Пен 32,3 % голосов против 25,6 % у Эмманюэля Макрона и 19,1 % у Жана-Люка Меланшона; во 2-м туре в кантоне победила Ле Пен, получившая 51,3 % голосов. (2017 год. 1 тур: Марин Ле Пен – 30,9 %, Эмманюэль Макрон – 21,0 %, Жан-Люк Меланшон – 16,9 %, Франсуа Фийон – 16,8 %; 2 тур: Макрон – 54,4 %. 2012 год. 1 тур: Николя Саркози – 26,5 %, Франсуа Олланд – 25,3 %, Марин Ле Пен – 23,1 %; 2 тур: Саркози – 52,3 %).
С 2015 года кантон в Совете департамента Уаза представляют бывший мэр коммуны Лашапель-о-По, президент Совета Надеж Лефевр (Nadège Lefebvre) (Республиканцы) и первый вице-мэр города Бове Франк Пья (Franck Pia) (Союз демократов и независимых).
|                | Кандидаты                       | Партия                   | Первый тур | Первый тур     | Второй тур | Второй тур |
| Кол-во голосов | Кандидаты                       | Партия                   | % голосов  | Кол-во голосов | % голосов  |            |
| -------------- | ------------------------------- | ------------------------ | ---------- | -------------- | ---------- | ---------- |
|                | Надеж Лефевр Франк Пья          | Правый блок              | 5 467      | 56,51          | 7 079      | 73,53      |
|                | Вероник Буланже Жюльен Олдербом | Национальное объединение | 2 452      | 25,35          | 2 548      | 26,47      |
|                | Патрик Гайяр Анн Фабюрель       | Левый блок               | 1 755      | 18,14          |            |            |

|                | Кандидаты                        | Партия             | Первый тур | Первый тур     | Второй тур | Второй тур |
| Кол-во голосов | Кандидаты                        | Партия             | % голосов  | Кол-во голосов | % голосов  |            |
| -------------- | -------------------------------- | ------------------ | ---------- | -------------- | ---------- | ---------- |
|                | Надеж Лефевр Франк Пья           | Правый блок        | 4 792      | 31,48          | 8 526      | 58,49      |
|                | Флоранс Итальяни Себастьян Шени  | Национальный фронт | 5 124      | 33,67          | 6 052      | 41,51      |
|                | Жан-Луи Обри Сильви Уссен        | Левый блок         | 2 998      | 19,70          |            |            |
|                | Жерар Вьёбле Мари Ле Глу         | Разные левые       | 1 150      | 7,56           |            |            |
|                | Рене Почтовик Жан-Филипп Фрюитье | Крайне левые       | 473        | 3,11           |            |            |
|                | Тома Жоли Моник Тьерри           | Крайне правые      | 379        | 2,49           |            |            |
|                | Мишель Рамель Изабель Тенар      | Вставай, Франция   | 304        | 2,00           |            |            |